# Offset (rapper)
Offset, pseudonimo di Kiari Kendrell Cephus (Lawrenceville, 14 dicembre 1991), è un rapper statunitense.
È noto per essere stato un componente del gruppo musicale hip-hop Migos.

## Biografia

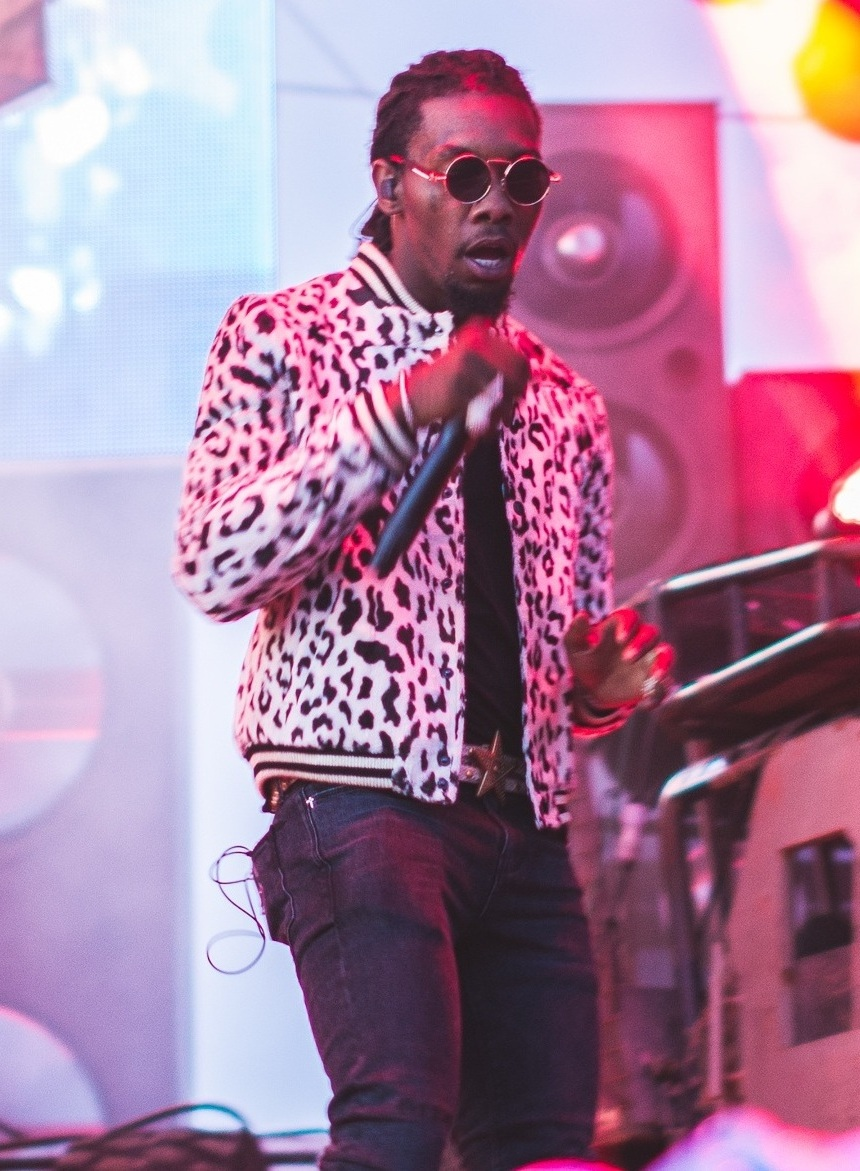
Offset al Veld festival nel 2017

I membri dei Migos sono cresciuti nella classe media nella contea suburbana di Gwinnett, in Georgia. Nel 2008, Offset ha formato i Migos con Quavo e Takeoff. Offset è il cugino di Quavo, e Quavo è lo zio di Takeoff. I tre sono cresciuti insieme nella contea di Gwinnett, una zona prevalentemente suburbana vicino ad Atlanta.
I Migos hanno inizialmente ottenuto riconoscimento dopo l'uscita del loro singolo "Versace" del 2013. Nel 2015, il trio ha pubblicato l'album di esordio in studio Yung Rich Nation. Nel 2017, il loro singolo "Bad and Boujee" è diventato un fenomeno su Internet, generando un gran numero di meme con i testi "rain drop, drop top". La canzone ha raggiunto la posizione numero 1 della US Billboard 100 Hot. Nel 2017, il trio ha pubblicato il secondo album in studio, Culture, che ha esordito al primo posto nella classifica Billboard 200 degli Stati Uniti.
Offset ha anche pubblicato musica come solista e ha collaborato con numerosi artisti. Nel giugno 2017, è apparso nel singolo No Complaints di Metro Boomin al fianco di Drake, che ha raggiunto il posto numero 71 nella Billboard Hot 100, e a settembre ha collaborato nel brano Willy Wonka di Macklemore, dall'album Gemini. Offset ha realizzato un album in studio con il rapper 21 Savage e il produttore discografico Metro Boomin, intitolato Without Warning. L'album è stato pubblicato il 31 ottobre 2017 e ha esordito al numero 4 della classifica Billboard 200 degli Stati Uniti.  "Ric Flair Drip", il primo singolo da solista ottiene la certificazione di disco di platino  e la numero uno nella Billboard Hot 100. Il 22 febbraio 2019, ha pubblicato il suo primo album da solista Father of 4.

### Altre iniziative
Nel 2016, Offset (assieme gli altri due membri dei Migos) è apparso in un episodio della serie Atlanta di Donald Glover. L'episodio è andato in onda il 13 settembre 2016 con il titolo "Go For Broke".
Nel febbraio 2019, Offset ha fatto il suo esordio su YouTube nella serie Hot Ones di Sean Evans.
Il 15 agosto 2019, Offset entra a far parte del FaZe Clan, un team di gaming, nella figura di investitore-proprietario.
Offset è padre di sei figli: Jordan avuto da Justine Watson, Kody nato dalla relazione con la modella Oriel Jamie e Kalea Marie avuta dalla rapper Shya L'Amour. Con la moglie Cardi B ha avuto una figlia, Kulture Kiari, nata il 10 luglio 2018,un figlio, nato il 4 settembre 2021,  e una figlia nata il 7 settembre 2024.
Cardi B e Offset si sono sposati privatamente il 20 settembre 2017. Il 5 dicembre 2018 Cardi ha annunciato su Instagram che lei e Offset si erano lasciati. Si sono riconciliati poco più di un mese dopo. Nel settembre 2020 Cardi B ha presentato al tribunale della contea di Fulton, in Georgia, un'istanza di divorzio da Offset, chiedendo l'affidamento primario della loro figlia; dopo pochi mesi sono tornati insieme. L'11 dicembre 2023 la cantante annuncia la separazione dal marito. Il primo agosto 2024 Cardi annuncia su Instagram l’attesa del loro terzo figlio poche ore dopo l'annuncio del loro divorzio.

## Controversie
Quando i Migos sono saliti alla ribalta nel 2013, Offset è stato arrestato e portato nel carcere della contea di Dekalb, in Georgia, per aver violato la libertà vigilata che aveva ottenuto in seguito ai precedenti reati di furto con scasso e rapina a mano armata.
Il 18 aprile 2015, le autorità hanno interrotto un concerto dei Migos alla Georgia Southern University e hanno arrestato tutti e tre i membri del gruppo, oltre a diversi membri del loro entourage. Offset è stato accusato di possesso di un narcotico, per possesso di marijuana, possesso di un'arma da fuoco in una zona scolastica.
Il 2 maggio 2015, Offset, mentre era sotto custodia in un carcere, ha scatenato una rivolta all'interno di una struttura penale dopo aver attaccato un altro detenuto, causandogli gravi lesioni. L'8 maggio 2015, gli è stata negata la libertà a causa del suo passato criminale e della rivolta in carcere. Durante l'udienza, anche a due membri dell'entourage dei Migos è stata negata la libertà, mentre altri quattro hanno ottenuto il rilascio. Gli ufficiali non erano riusciti a dimostrare la proprietà delle armi da fuoco e delle droghe illecite trovate nei due furgoni in questione e l'avvocato del rapper ha potuto usare questa argomentazione in tribunale. L'accusa ha risposto che le forze dell'ordine fossero presenti al concerto per la sicurezza degli studenti e del pubblico in generale a causa della reputazione dei Migos. Dopo la pronuncia della
sentenza da parte del giudice, Offset inveiva contro le autorità mentre veniva scortato fuori dal tribunale.
Dopo aver scontato otto mesi di detenzione, Offset è stato rilasciato il 4 dicembre 2015, dopo aver firmato un accordo: in cui doveva dichiararsi colpevole per aver custodito una pistola illegalmente, di aver portato con sé delle sostanze illecite e infine per aver incitato una rivolta all'interno di una struttura penale, pagando una multa di $1.000 e scontando cinque anni di libertà vigilata. Infine è bandito dalle contee di Bulloch, Effingham, Jenkins e Screven.
Il 17 marzo 2016, Offset è stato arrestato per aver guidato con una patente scaduta, ma è stato rilasciato il giorno successivo senza essere accusato.
Il 5 aprile 2018, il tour bus dei Migos è stato fermato per una violazione delle norme sul traffico in North Carolina. Gli agenti hanno trovato nel veicolo 420 grammi di marijuana, 26 pasticche di Xanax e della codeina. I membri del gruppo non sono stati arrestati, Offset non era presente.
Il 23 aprile 2019, Offset ha affrontato un processo per l'accusa di possesso illegale di tre pistole e il possesso di droghe.

## Discografia

### Da solista
Album in studio
- 2017 – Without Warning (con 21 Savage e Metro Boomin)
- 2019 – Father of 4
- 2023 – Set It Off

#### Singoli come artista principale
- 2017 – Ric Flair Drip (con Metro Boomin)
- 2018 – Alive (con Lil Jon e 2 Chainz)
- 2019 – Red Room
- 2019 – Power Moves (con Lost God)
- 2019 – Clout (feat. Cardi B)
- 2019 – Soakin Wet (con Quality Control e Mario feat. City Girls)
- 2019 – Up the Smoke (con Stunna 4 Vegas)
- 2021 – Shoot My Shot (con IDK)
- 2021 – Como Tu (Dirty) (con Chesca e De La Ghetto)
- 2021 – Hit Em Hard (con Trippie Redd, Kevin Gates, Lil Durk e King Von)
- 2022 – New to You (con Calvin Harris, Normani e Tinashe)
- 2022 –  Big 14 (con Trippie Redd  feat. Moneybagg Yo)
- 2022 – 54321
- 2022 – Code (con Moneybagg Yo)
- 2023 – 2 Live (con Hit-Boy)
- 2023 – Jealousy (con Cardi B)
- 2023 – Fan
- 2023 – Worth It (con Don Toliver)
- 2023 – Say My Grace (feat. Travis Scott)
- 2023 – Don't You Lie
- 2023 – Blame It On Set
- 2024 – Set It Off
- 2024 – Style Rare (con Gunna)

#### Singoli come artista ospite
- 2014 – Cash Talk (Figg Panamera feat. Young Thug e Offset)
- 2014 – Trap Back (Johnny Cinco feat- Offset e YFN Kay)
- 2014 – Know Bout Me (Peewee Longway feat- Young Thug e Offset)
- 2015 – Extortion (Peewee Longway feat, Offset)
- 2016 – Life Line (DJ Spinatik e Big Bang Black feat. Quavo e Offset)
- 2016 – Big Money (Made Man feat. Offset)
- 2016 – Large Bag (Fly Ty feat. Offset e Jadakiss)
- 2017 – Headlock (Cousin Stizz feat. Offset)
- 2017 – Water Leak (Philthy Rich feat. Lil Uzi Vert, Sauce Walka e Offset)
- 2017 – No Complaints (Metro Boomin feat. Offset and Drake)
- 2017 – Wedding Crashers (Aminé feat. Offset)
- 2017 – Flood Watch (Juicy J feat. Offset)
- 2017 – No Flag (London on da Track feat. Nicki Minaj, 21 Savage e Offset)
- 2017 – With Vengeance (Ski Mask the Slump God feat. Offset)
- 2017 – Willy Wonka (Macklemore feat. Offset)
- 2017 – Patek Water (Future e Young Thug feat. Offset)
- 2017 – Lick (Cardi B feat. Offset)
- 2018 – Boss Life (YFN Lucci feat. Offset)
- 2018 – No Drama (Tinashe feat. Offset)
- 2018 – Ahora Dice (Remix) (Chris Jeday, J Balvin e Ozuna feat. Cardi B, Anuel AA, Arcangel e Offset)
- 2018 – Proud (2 Chainz feat. YG e Offset)
- 2018 – Wait (Chantel Jeffries feat. Offset e Vory)
- 2018 – Taste (Tyga feat. Offset)
- 2018 – Who Want the Smoke? (Lil Yachty feat. Cardi B e Offset)
- 2018 – Zeze (Kodak Black feat. Travis Scott e Offset)
- 2018 – Hurts like Hell (Madison Beer feat. Offset)
- 2018 – Do Not Disturb (Smokepurpp e Murda Beatz feat. Offset e Lil Yachty)
- 2019 – Enzo (DJ Snake e Sheck Wes feat. Offset, 21 Savage e Gucci Mane)
- 2019 – Let's Get Married (Yellow Claw feat. Offset ed Era Istrefi)
- 2019 – Baby Sitter (DaBaby feat. Offset)
- 2019 – Had Enough (Don Toliver feat. Offset)
- 2020 – 2 Seater (YBN Nahmir feat. G-Eazy e Offset)
- 2020 – Cap (KSI feat. Offset)
- 2020 – Macarena (Sfera Ebbasta feat. Offset)
- 2022 – Rocking a Cardigan in Atlanta (Lil Shordie Scott feat. Offset)
- 2022 – Step 1 (SleazyWorld Go feat. Offset)
- 2023 – Sadio (Hamza feat. Offset)
- 2024 – Prada Dem (Gunna feat. Offset)

### Con i Migos
- 2015 – Yung Rich Nation
- 2017 – Culture
- 2018 – Culture II
- 2021 - Culture III

## Filmografia

### Televisione
- Atlanta – serie TV, episodio 1x03 (2016)[30]
- NCIS: Los Angeles – serie TV, episodio 11x16 (2020)[31]
- SKRRT with Offset – miniserie televisiva, (2020)[32]

## Doppiatori italiani
Nelle versioni in italiano delle opere in cui ha recitato, Offset è stato doppiato da:
- Sacha De Toni in NCIS: Los Angeles[33]